# Sneem
Sneem is een plaats in het Ierse graafschap County Kerry.

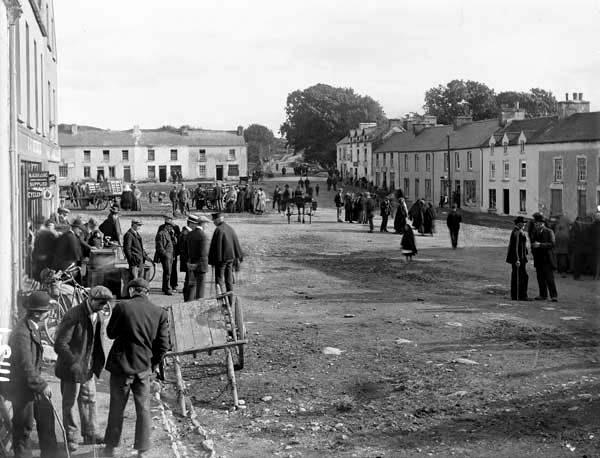
Place market (1880-1914)

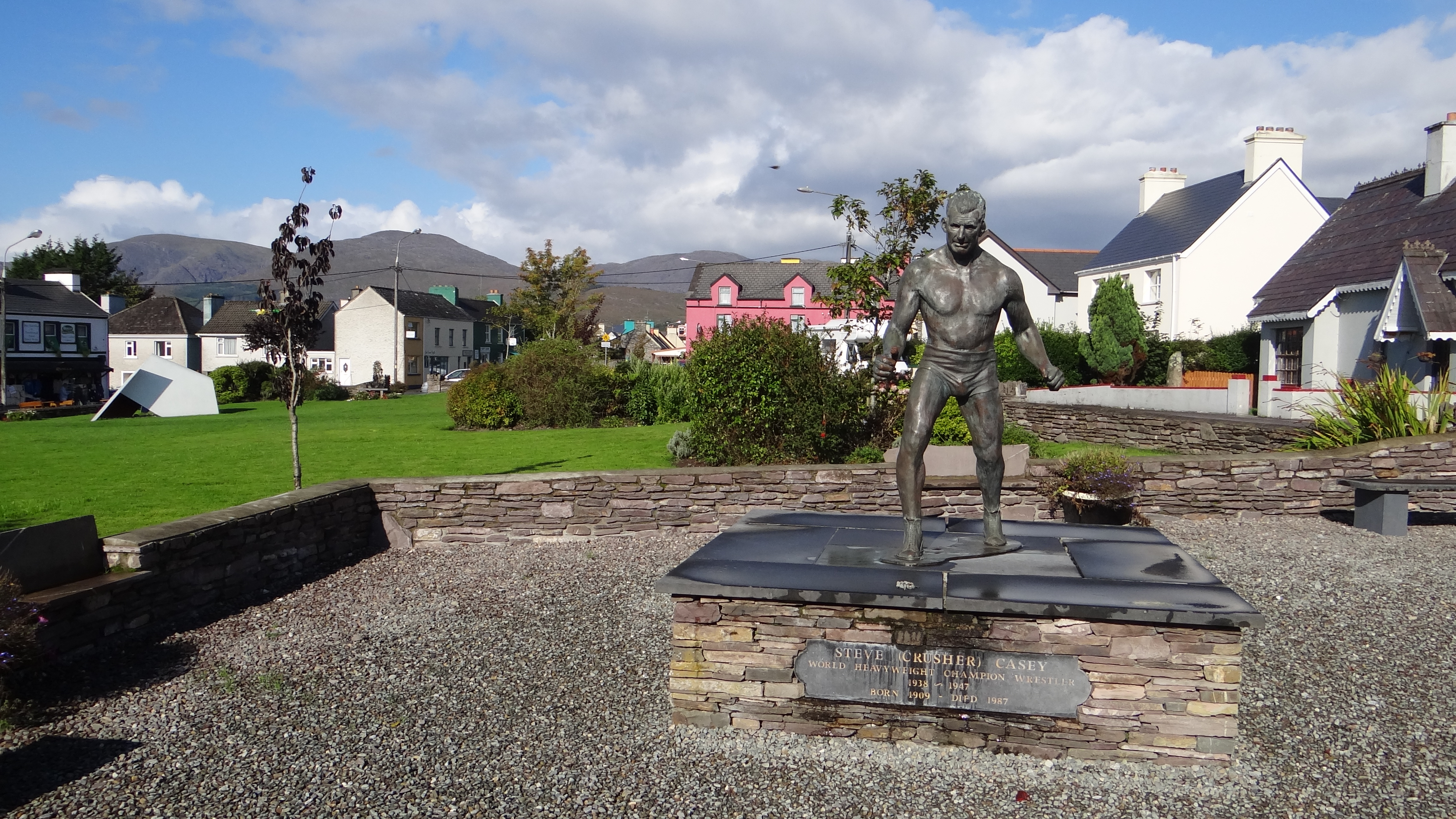
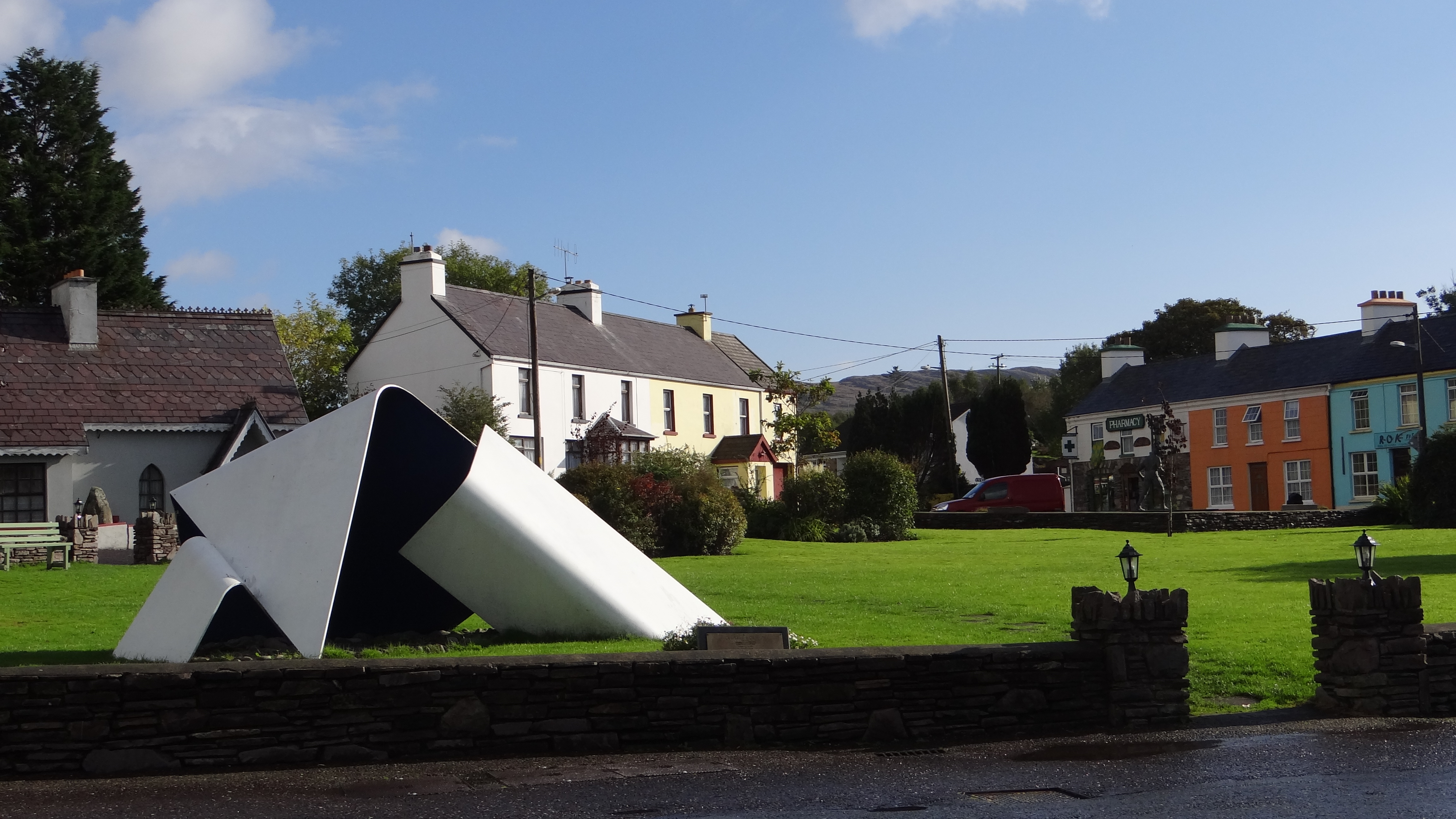
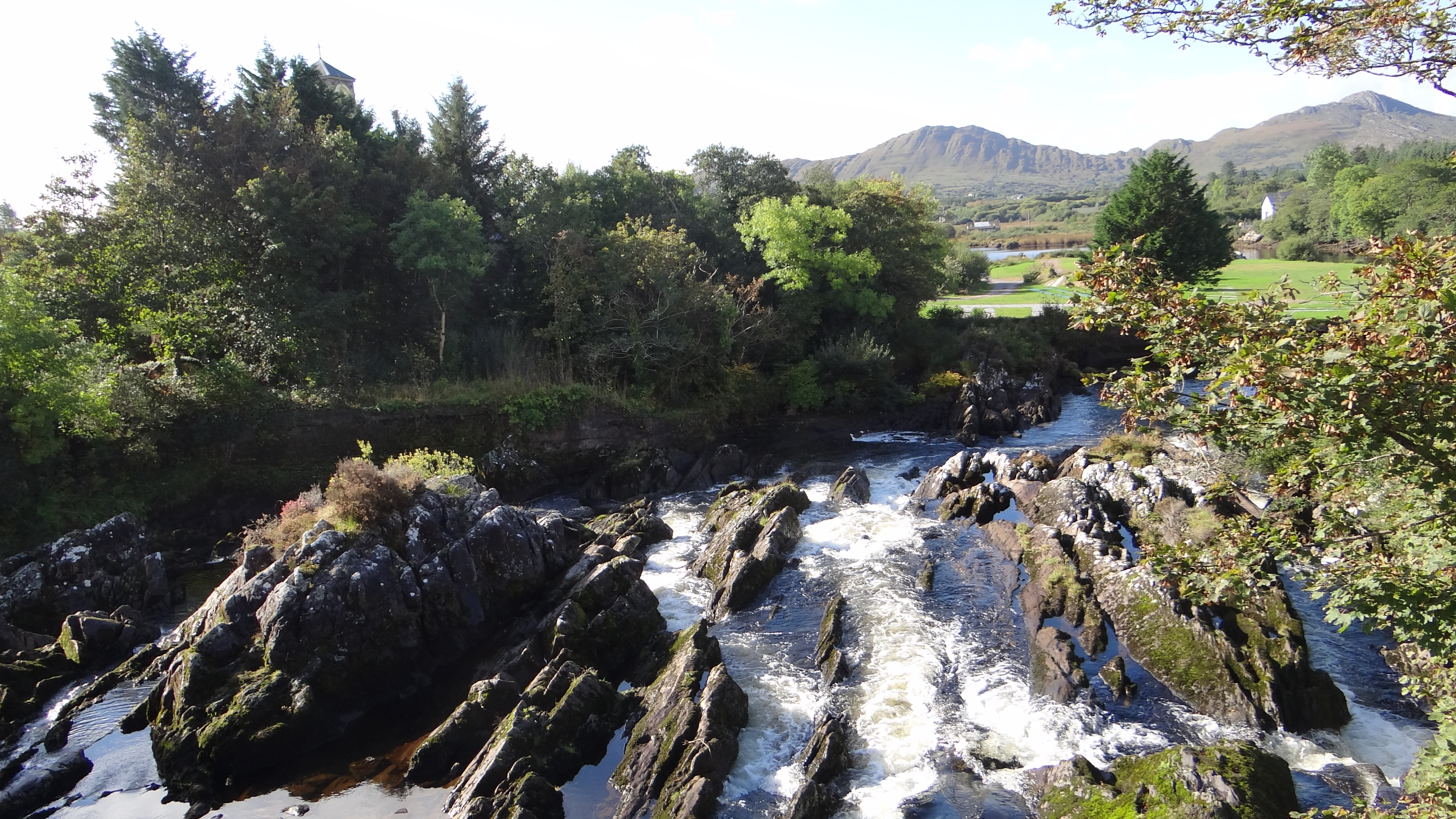
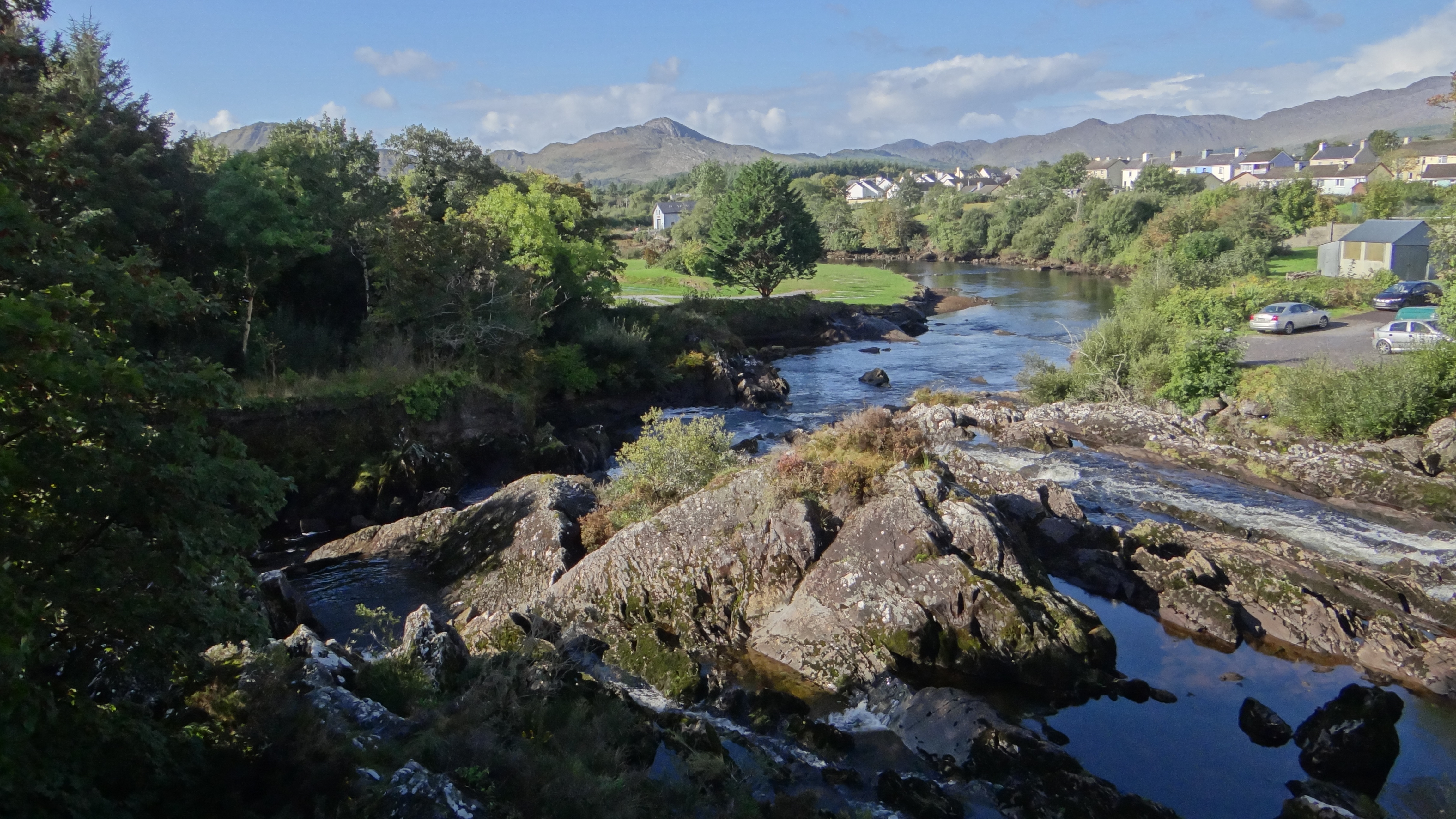
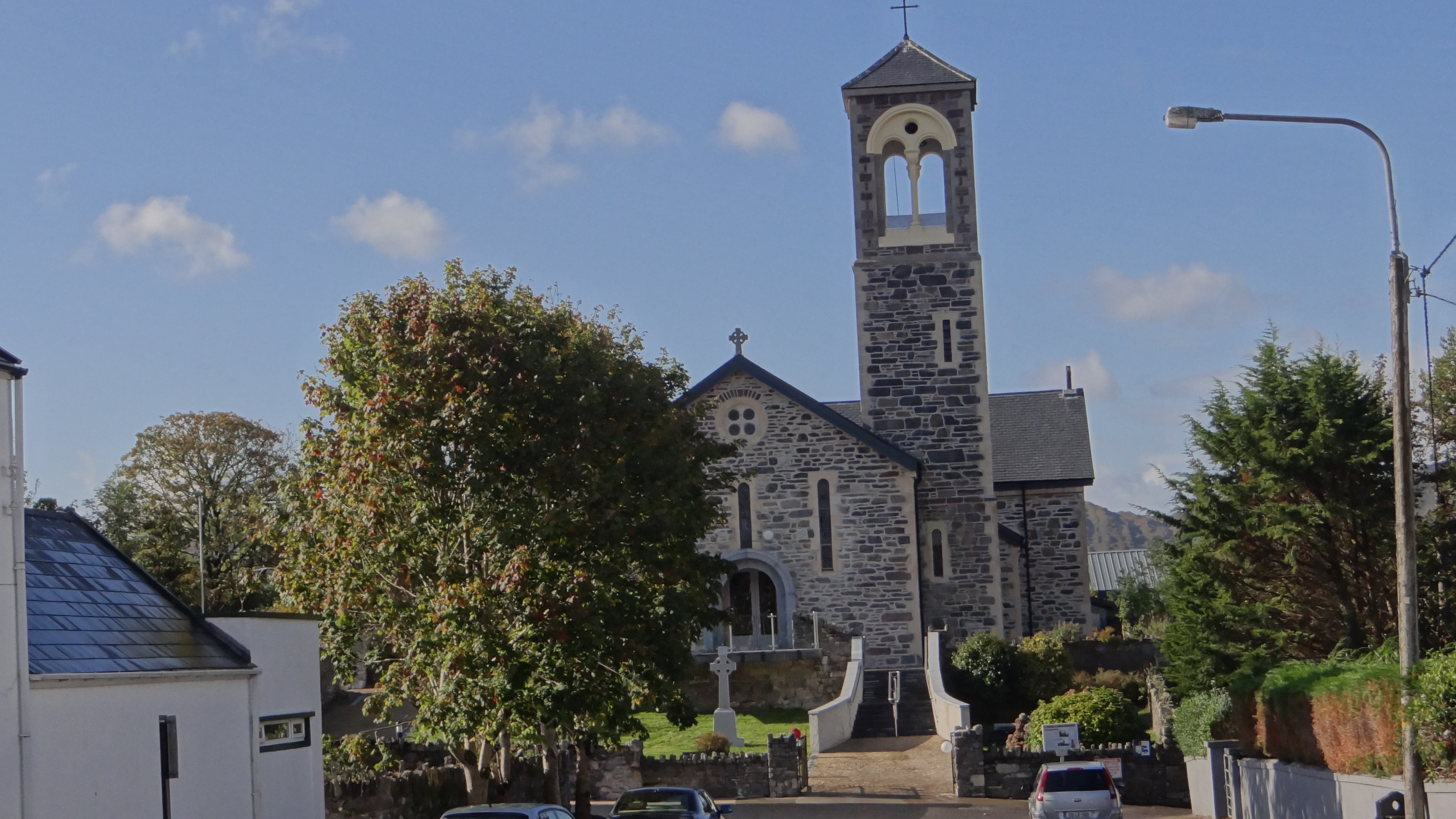